# HSG Nordhorn-Lingen
HSG Nordhorn-Lingen (pełna nazwa Handballspielgemeinschaft Nordhorn-Lingen) – niemiecki klub piłki ręcznej mężczyzn z siedzibą w Nordhorn. Został założony w 1981. Od 2019 roku klub ponownie występuje w 1. Bundeslidze, najwyższej klasie rozgrywek ligowych w Niemczech.

## Informacje ogólne
- Klasa rozgrywek –  1. Bundesliga
- Barwy – czerwono-białe
- Hala – Euregium (Nordhorn) / EmslandArena (Lingen)
- Liczba miejsc - 4.100 / 4.995
- Trener klubu –  Geir Sveinsson

## Osiągnięcia
Mistrzostwa Niemiec
- (2002)

Puchar Niemiec
- (2005)

## Zawodnicy
Polacy w klubie
W latach 2004-2009 w klubie występował Polak Piotr Przybecki.